# Ma Ning
Ma Ning (Fuxin, Liaoning;  20 de junio de 1979) es un árbitro de fútbol chino internacional desde 2011 y arbitra en la Superliga de China.
Es profesor de WuXi City College of Vocational Technology.

## Torneos de selecciones
Ha arbitrado en los siguientes torneos de selecciones nacionales:
- Campeonato de Fútbol de la ASEAN
- Juegos Asiáticos de 2014 en Corea del Sur
- Clasificación de AFC para la Copa Mundial de Fútbol de 2018
- Campeonato Sub-23 de la AFC 2016 en Catar
- China Cup 2017
- Clasificación para la Copa Asiática 2019
- Campeonato Sub-23 de la AFC 2018 en China
- Copa Asiática 2019 en Emiratos Árabes Unidos
- China Cup 2019
- Clasificación de AFC para la Copa Mundial de Fútbol de 2022
- Copa Mundial de Fútbol Sub-17 de 2019 en Brasil[2][3]

## Torneos de clubes
Ha arbitrado en los siguientes torneos internacionales de clubes durante varios años:
- Copa AFC
- Copa Presidente de la AFC
- Liga de Campeones de la AFC
- Copa Suruga Bank
- International Champions Cup